# مارکوئز هاینس
مارکوئز هاینس (انگلیسی: MarQuez Haynes؛ زادهٔ ۱۹ دسامبر ۱۹۸۶) بازیکن بسکتبال اهل ایالات متحده آمریکا است.